# Castillo de Abizanda

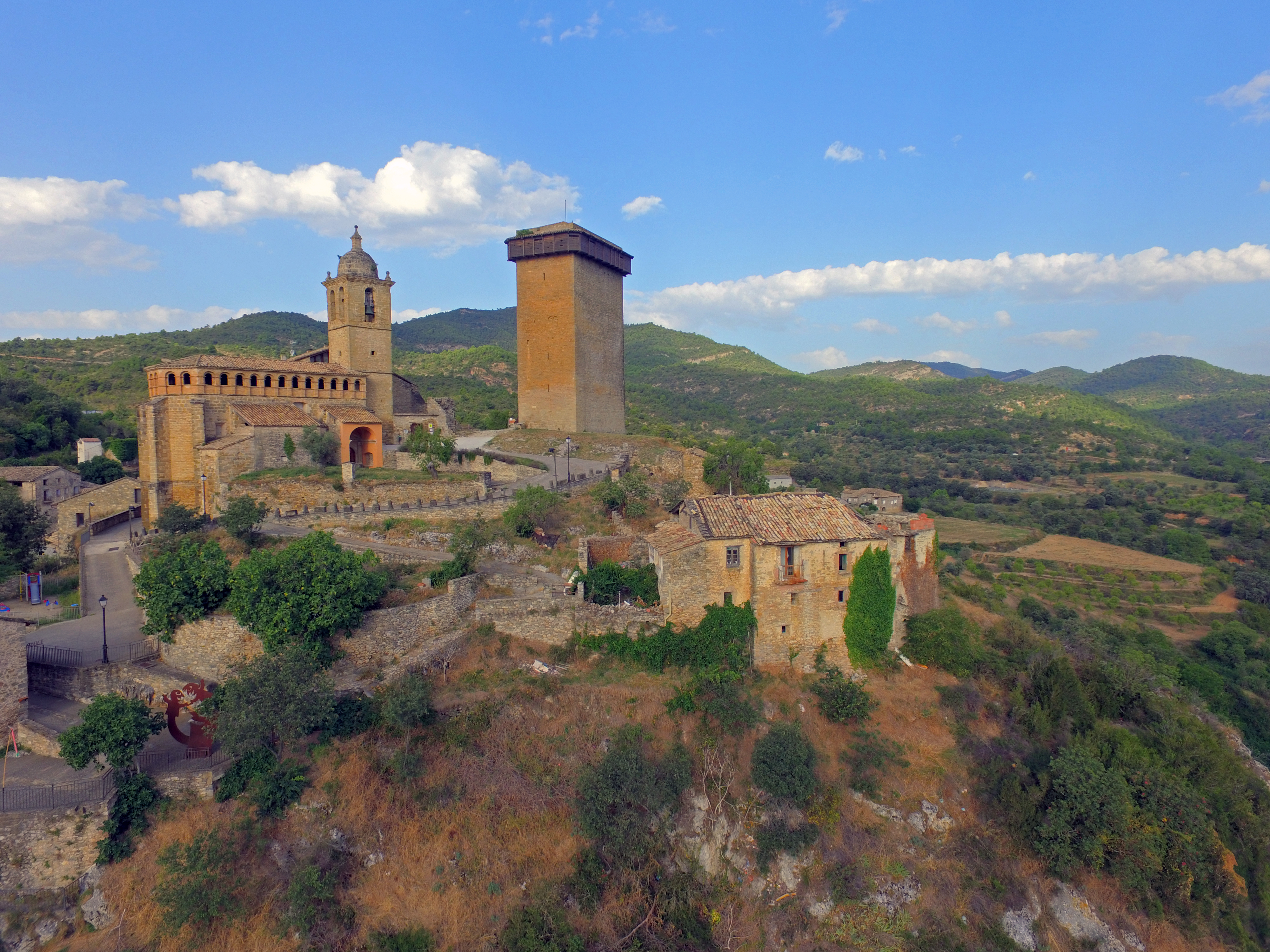
Foto aérea del castillo

El castillo de Abizanda o torre de Abizanda se encuentra localizado en la localidad aragonesa del mismo nombre, perteneciente a la comarca de Sobrarbe, en la provincia de Huesca. La torre es destacadamente visible desde la entrada al pueblo, al cual domina desde lo alto.

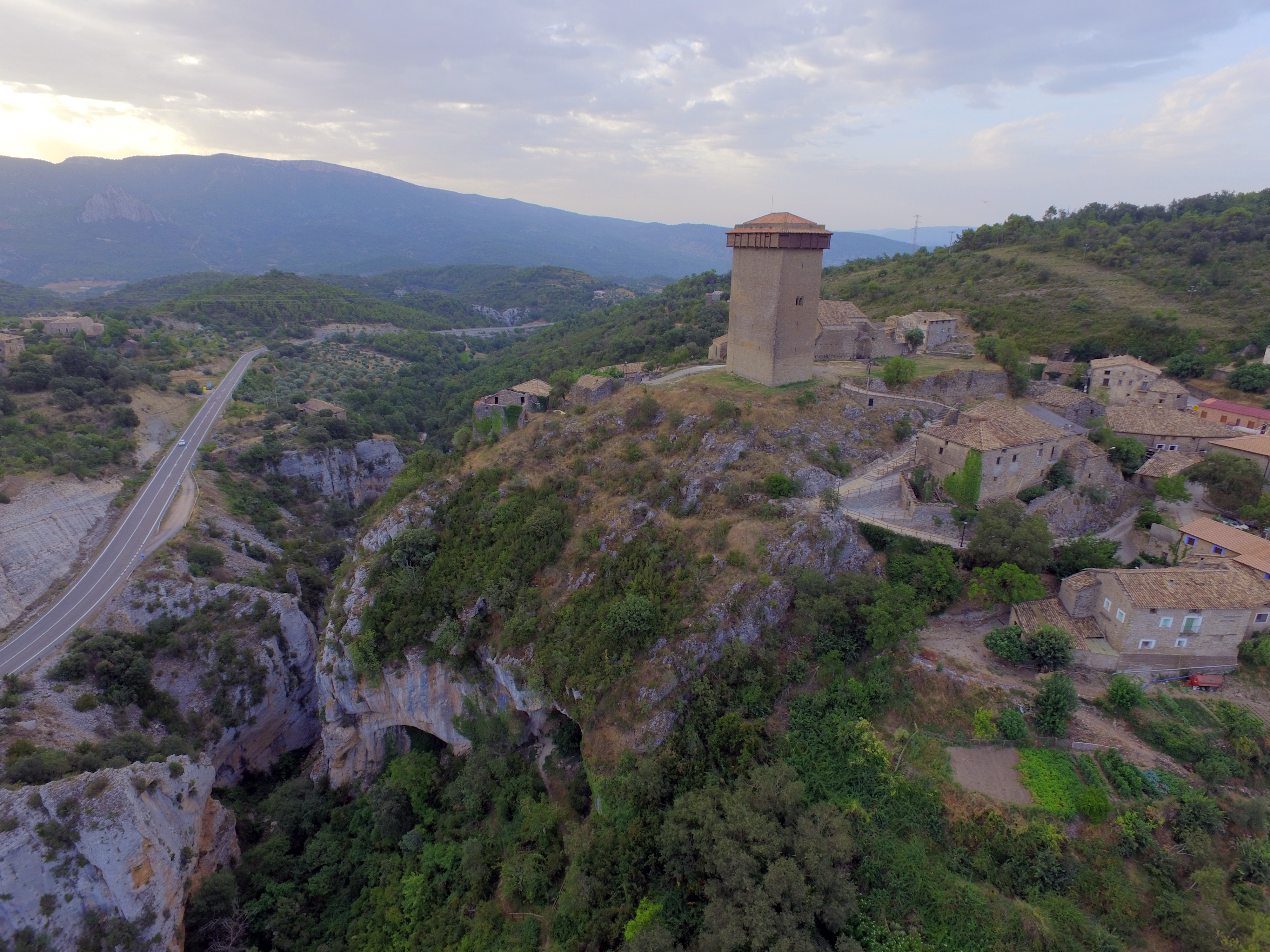

Está declarado Bien de Interés Cultural (BIC).

## Historia
El castillo de Abizanda tiene su origen en periodos de Sancho III el Mayor, concretamente en 1023, el cual construyó una línea defensiva mediante torres y castillos para controlar la zona fronteriza frente a los territorios de dominación musulmana. 
Es en este contexto donde se enmarca el recinto fortificado de Abizanda, realizado una vez conquistada la plaza a los musulmanes, los cuales según Cristobal Guitart habían construido un edificio defensivo anterior para proteger la zona entre Naval y Barbastro, aunque otros autores como Francisco Esteban y Bernabé Cabañero proponen fechas anteriores y un origen previo a la llegada musulmana.
El castillo tenía como misión controlar tanto la zona del valle del Cinca como la cuenca del río Isábena.
En tiempos históricos más recientes destaca el ataque sufrido en 1413. Pertenecía por entonces el castillo y plaza de Abizanda al Conde de Urgel Jaime II el cual, tras no haber sido elegido como sucesor de la Corona de Aragón en el Compromiso de Caspe, no acató la decisión de que la elección recayera en Fernando I de Aragón y se levantó en armas. El gobernador de Aragón sitió la localidad el 1 de noviembre de 1413.
Ya en la Edad Moderna, cuando el castillo había perdido la importancia estratégica con la que fue construido, se remodeló el recinto sustituyendo en el siglo XVI la iglesia originaria por la actual. La torre, a excepción de sus muros, fue perdiendo complementos, como la galería y la propia techumbre, así como los pisos interiores.
Recientemente, la torre ha sido restaurada entre 1987 y 1990 por la Diputación General de Aragón. Actualmente es uno de los emplazamientos del Museo de Creencias y Religiosidad Popular del Pirineo Central.

## Descripción
Se trata de un recinto fortificado situado en la parte alta del pueblo cuyo elemento mejor conservado es la torre situada en el extremo norte. El recinto está compuesto por restos de diversas torres, bastiones e iglesia, todo ello cerrado por lienzo como muralla.
La torre de Abizanda, de 24 metros de altura, es una de las más espectaculares del Alto Aragón.
Su construcción es asociada a maestros lombardos, en el más antiguo estilo románico. Constó de dos fases constructivas. La primera de ellas data del siglo X, destruida en 1006 por las tropas musulmanas. La segunda data de la primera mitad del siglo XI. La puerta de acceso se sitúa a 7 metros de altura. Uno de los elementos más característicos de la torre es el cadalso que recorre todo su perímetro en su quinta planta.